# Rusape
Rusape – miasto w Zimbabwe, w prowincji Manicaland. Według danych ze spisu ludności w 2012 roku liczyło 30 316 mieszkańców.
Od lutego 1943 r. do końca 1946 r. istniało tu osiedle polskich przesiedleńców, które w 1944 r. liczyło 700 osób, w tym 250 dzieci.
Osiedle składało się z siedemdziesięciu kilku murowanych, krytych blachą domków z maleńkimi ogródkami. W środku osiedla znajdowała się kaplica składająca się z trzech okrągłych chat miejscowych ludów Bantu, ustawionych według pomysłu księdza Zygmunta Siemaszki. Miało też osiedle swoją farmę świń, bydła i kur, stołówki, kawiarnię, łazienki z prysznicami, szpitalik i pracownię krawiecką. Działało tu polskie harcerstwo, szkoła, biblioteka, była też sala widowiskowa ze sceną. Pozostałością po tych polskich uchodźcach wojennych jest cmentarz, wyremontowany w 2019. Drugie mniejsze osiedle było w odległym o 120 km Marondera.